# Magyar Újságírók Külföldi Egyesülete
A Magyar Újságírók Külföldi Egyesülete egy emigráns újságíró-szervezet volt.
A második világháborút követően Nyugatra menekült újságírók az idők folyamán több újságíró-szervezetet hoztak létre. Ezek között az első volt az 1948 júniusában  Münchenben  megalakított Magyar Újságírók Külföldi Egyesülete. 1948 és 1951 között Nyírő József volt az elnöke, Ölvedi János az alelnöke. 1951-től Wass Albert állt az élén. A két alelnök Bakó Elemér és Makra Zoltán volt. Az ötvenes években – a csökkenő érdeklődés következtében – szűnt meg.